# おべんきょう
『おべんきょう』は、1992年2月24日〜4月10日にTBS「花王 愛の劇場」にて放送された昼ドラマである。全35話。

## キャスト
- 天宮良

主人公。お天気キャスター。
- 坂口良子

妻。
- 坂上二郎

主人公の父親。
- 雛形明子（現・雛形あきこ）
- 大城戸千春
- 八木小織
- 清水由貴子
- 浜田光夫
- 大塚良重
- 八木橋修
- 佐藤恵利
- 阿部寿美子
- 北村総一朗
- 沢村ディレクター - 森田正光[1]
- 吉井丈絵

## スタッフ
- 監督 - 五木田亮一
- 脚本 - 宮村優子
- 制作 - TBS、オフィス・ヘンミ

## 主題歌
- 『娘へ～大和撫子養成ギブス篇～』

作詞・作曲・歌：さだまさし